# Rebekka Haase
Rebekka Haase (née le 2 janvier 1993 à Zschopau) est une athlète allemande, spécialiste des épreuves de sprint.

## Biographie
En 2015, elle remporte les titres du 100 m, du 200 m et du relais 4 × 100 m lors des championnats d'Europe espoirs de Tallinn, en Estonie.
Le 10 juillet 2016, elle décroche la médaille de bronze du relais 4 x 100 m à l'occasion des Championnats d'Europe d'Amsterdam en 42 s 47, devancée par les Pays-Bas (42 s 04) et le Royaume-Uni (42 s 45).
Le 18 février 2017, elle devient vice-championne d'Allemagne du 60 m en 7 s 16, battue par Gina Lückenkemper (7 s 14) mais devance Lisa Mayer (7 s 18) Le lendemain, Haase s'impose sur le 200 m en 22 s 77, record personnel.
Le 15 avril 2017, à Clermont, elle réalise 10 s 94 sur 100 m puis 22 s 58 sur 200 m mais ne sont pas homologuables comme records à cause de vents trop élevés (respectivement 4,5 et 3,0 m/s). Le 13 mai, elle réalise les minima pour les championnats du monde de Londres en courant en 11 s 14, record personnel. Elle l'améliore à 11 s 06 le 25 mai.
Le 18 juin 2017 à Stockholm, elle porte son record du 200 m à 22 s 76.
Lors des championnats du monde 2022, à Eugene, elle remporte la médaille de bronze relais 4 × 100 m, devancée par les Etats-Unis et la Jamaïque.
Un mois plus tard, le 21 août 2022, sur le relais 4 × 100 m des championnats d'Europe à Munich, elle conquiert avec ses compatriotes Alexandra Burghardt, Lisa Mayer et Gina Lückenkemper le titre européen en 42 s 36.

## Palmarès
| Date | Compétition                       | Lieu           | Résultat | Épreuve   | Temps         |
| ---- | --------------------------------- | -------------- | -------- | --------- | ------------- |
| 2015 | Relais mondiaux de l'IAAF         | Nassau         | 3e       | 4 × 200 m | 1 min 33 s 61 |
| 2015 | Championnats d'Europe espoirs     | Tallinn        | 1re      | 100 m     | 11 s 47       |
| 2015 | Championnats d'Europe espoirs     | Tallinn        | 1re      | 200 m     | 23 s 16       |
| 2015 | Championnats d'Europe espoirs     | Tallinn        | 1re      | 4 × 100 m | 43 s 47       |
| 2015 | Championnats du monde             | Pékin          | 5e       | 4 × 100 m | 42 s 64       |
| 2016 | Championnats d'Europe             | Amsterdam      | 3e       | 4 × 100 m | 42 s 48       |
| 2016 | Jeux olympiques                   | Rio de Janeiro | 4e       | 4 × 100 m | 42 s 10       |
| 2017 | Championnats d'Europe en salle    | Belgrade       | 7e       | 60 m      | 7 s 21        |
| 2017 | Relais mondiaux de l'IAAF         | Nassau         | 1re      | 4 x 100 m | 42 s 84       |
| 2017 | Relais mondiaux de l'IAAF         | Nassau         | 2e       | 4 × 200 m | 1 min 30 s 68 |
| 2017 | Championnats d'Europe par équipes | Lille          | 3e       | 200 m     | 22 s 90       |
| 2017 | Championnats d'Europe par équipes | Lille          | 1re      | 4 x 100 m | 42 s 47       |
| 2017 | Championnats du monde             | Londres        | 4e       | 4 x 100 m | 42 s 36       |
| 2018 | Championnats d'Europe             | Berlin         | 3e       | 4 × 100 m | 42 s 23       |
| 2019 | Relais mondiaux de l'IAAF         | Yokohama       | 3e       | 4 x 100 m | 43 s 68       |
| 2022 | Championnats du monde             | Eugene         | 3e       | 4 x 100 m | 42 s 03       |
| 2022 | Championnats d'Europe             | Munich         | 1re      | 4 x 100 m | 42 s 34       |
| 2023 | Championnats du monde             | Budapest       | 6e       | 4 x 100 m | 42 s 98       |
| 2024 | Jeux olympiques                   | Paris          | 3e       | 4 x 100 m | 41 s 97       |

### National
- Championnats d'Allemagne :
  - vainqueur du 200 m en 2014 et 2015 (plein air) / en 2014, 2015, 2016 et 2017 (en salle)
  - 2e du 100 m en 2015, 3e en 2014 et 2016
  - 2e du 60 m en 2016 et 2017, 3e en 2015

## Records
| Épreuve | Épreuve   | Temps   | Lieu               | Date                        |
| ------- | --------- | ------- | ------------------ | --------------------------- |
| 60 m    | En salle  | 7 s 14  | Erfurt Belgrade    | 27 janvier 2017 4 mars 2017 |
| 100 m   | Plein air | 11 s 06 | Zeulenroda-Triebes | 25 mai 2017                 |
| 200 m   | Plein air | 22 s 76 | Stockholm          | 18 juin 2017                |
| 200 m   | En salle  | 22 s 77 | Leipzig            | 19 février 2017             |